# Arnold Sutermeister

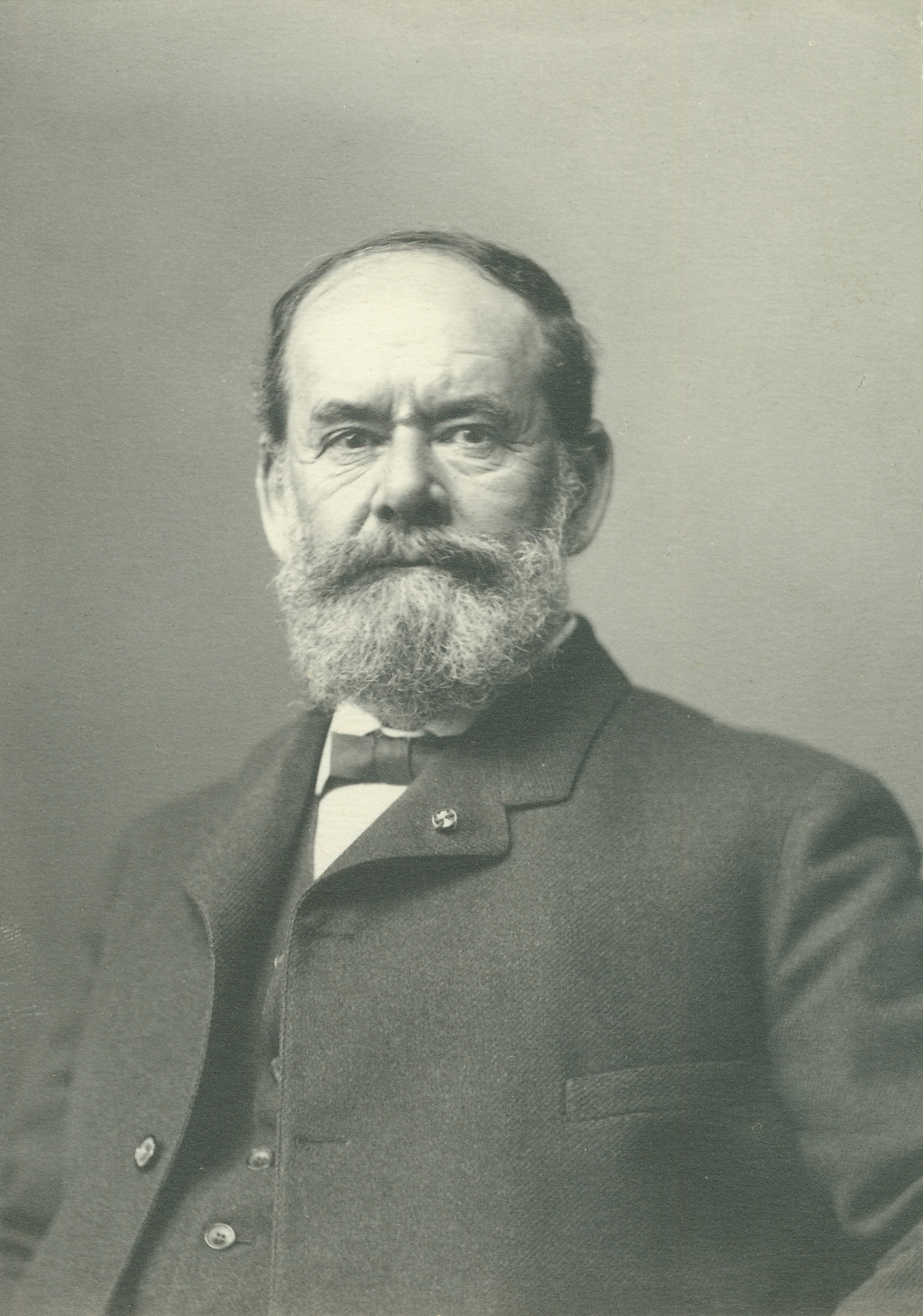
Arnold Sutermeister um 1890

Arnold Sutermeister (* 11. Juli 1830 in Zofingen oder Schöftland; † 3. Mai 1907 in Kansas City) war ein schweizerisch-US-amerikanischer Bildhauer, Architekt und Offizier.

## Leben
Arnold Sutermeister entstammte einer Zofinger Bürgerfamilie und wuchs in Aarau auf. Er bildete sich in Bern und Basel zum Architekten und Steinmetz aus. 1846 wanderte er mit seiner Mutter in die Vereinigten Staaten aus. Im Sezessionskrieg leitete er als Captain die 11th Indiana Battery, eine Artilleriebatterie des Unionsheeres. Karl Lüönd nennt ihn als einen, „dessen Tapferkeit in den offiziellen Kriegsberichten mehrmals ehrend erwähnt wurde“.
Sutermeister war mit der Leibniz-Nachfahrin Louise Johanna Leibnitz (1836–1906) verheiratet. Sie hatten acht Kinder; sein Sohn Arnold Henry war Ingenieur. Zu seinen Nachkommen zählen Oscar Sutermeister, Robert A. Sutermeister und Martha L. Ludwig. Seinen Nachlass schenkte Howard S. Merritt den River Campus Libraries der University of Rochester.